# John Schmidt
John R. Schmidt est un avocat et un ancien procureur général associé des États-Unis.

## Biographie
Il fait des études au Harvard College puis à la Faculté de droit de Harvard,.
Il dirige le cabinet de Richard M. Daley à la mairie de Chicago,,.
En 1992, John Schmidt s'associe à Lewis Manilow pour diriger le financement de la campagne électorale de Bill Clinton dans l'Illinois lors de l'élection présidentielle américaine de 1992,.
Le Chicago Reader dit à propos de John Schmidt : « Qui est John R. Schmidt et pourquoi personne ne peut-il penser à dire du mal de lui ? ».
Schmidt est l'ambassadeur et le négociateur en chef des États-Unis lors du cycle d'Uruguay dans le cadre des négociations de l'Accord général sur les tarifs douaniers et le commerce.
Il sert le président des États-Unis Clinton de 1994 à 1997 en tant que procureur général associé du département de la Justice des États-Unis, relevant du procureur général Janet Reno,.
Lors des primaires de 1998, Schmidt se présente à l'investiture Démocrate pour le poste de gouverneur de l'Illinois. Certains Démocrates soutiennent Schmidt car il est présumé être le favori de Daley, même si le maire ne lui a pas publiquement apporté son soutien.
En septembre 2001, il renonce au poste de gouverneur de l'Illinois pour le compte du Parti démocrate afin de briguer le poste de procureur général du même État, en concurrence avec Lisa Madigan.
En janvier 2009, il est procureur de district du Comté de Sangamon.
Il est retenu par le Financial Times en 2010 comme l'un des 10 principaux « avocats innovants » aux États-Unis pour son travail sur les transactions pionnières sur les infrastructures américaines.
En 2021, il est procureur des États-Unis.

## Livres
- On This Day in Chicago History. États-Unis: History Press, 2014.
- The Unraveling: Pakistan in the Age of Jihad. États-Unis: Farrar, Straus and Giroux, 2011.
- The Mayor who Cleaned Up Chicago: A Political Biography of William E. Dever. États-Unis: Northern Illinois University Press, 1989.
- Hidden Chicago Landmarks. États-Unis: History Press, 2019.